# جائزة الكتاب السنوية (السعودية)
جائزة الكتاب السنوية هي جائزة سنوية تشمل مختلف المؤلفات المعرفية للكتّاب في المملكة العربية السعودية. تنظمها وزارة الإعلام ممثلة في وكالة الشؤون الثقافية.

## الجائزة
تُمنح لخمسة كتب مطبوعة مبلغ 100 ألف ريال لكل كتاب فائز، ويتم تكريم الفائزين خلال دورات معرض الرياض الدولي للكتاب.

## الشروط
- أن يكون المؤلف سعودي
- أن يكون الكتاب باللغة العربية ومفسوحا من وزارة الإعلام
- ألاّ يكون في أصله رسالة جامعيّة.
- أن يوقع المؤلف تعهد على الاتزام بحقوق الملكية الفكرية
- أن يوقع المؤلف تعهد بعدم حصول كتابه على جائزة سابقة[2]

## فروع الجائزة
- الكتب الدينية
- الكتب الفكرية
- الكتب الفلسفية
- كتب اللغة والأدب والفنون
- كتب العلوم الاجتماعية والتربوية والنفسية
- العلوم البحتة والتطبيقية
- كتب العلوم الاقتصادية والإدارية